# Forever and Ever (Slik)
"Forever and Ever" is een nummer van de Britse glamrockband Slik uit 1975.

## Achtergrond
Het nummer is geschreven door het schrijversduo van Bill Martin en Phil Coulter, die onlangs waren gestopt met schrijven voor de Bay City Rollers. 
In eerste instantie werd het nummer opgenomen door de band Kenny voor hun debuutalbum The Sound Of Super K uit 1975. Nadat de Bay City Rollers het nummer afwezen, werd het gecoverd door Slik, die gebruik maakten van een zwaarder arrangement dan Kenny.
Het nummer bereikte de nummer 1-positie in het Verenigd Koninkrijk en Ierland. In Nederland kwam het tot een tweede plek. Nadat het ook in West-Duitsland een tweede plek haalde, bracht EMI in 1976 een Duitstalige versie uit.
Het optreden bij Top of the Pops was de eerste keer dat de gitarist van de band, Midge Ure, op tv verscheen. Ure zou later succesvol zijn als frontman van Ultravox en mede-organisator van Live Aid.

## NPO Radio 2 Top 2000
| Nummer met noteringen in de NPO Radio 2 Top 2000 | '99  | '00-'01 | '02  |
| ------------------------------------------------ | ---- | ------- | ---- |
| Forever and Ever                                 | 1760 | -       | 1877 |

1. ↑  Een '-' betekent dat het nummer niet was genoteerd en een vetgedrukt getal geeft de hoogste notering aan.
2. ↑  Deze tabel is bijgewerkt tot en met de laatste editie (2024).